# Ryoto Higa
Ryoto Higa (比嘉 諒人 Higa Ryoto?, nacido el 17 de octubre de 1990 en Gifu) es un futbolista japonés que se desempeña como centrocampista.

## Trayectoria

### Clubes
| Club            | País  | Año         |
| --------------- | ----- | ----------- |
| FC Gifu         | Japón | 2014 - 2015 |
| Blaublitz Akita | Japón | 2016 - 2017 |

## Estadística de carrera

### J. League
| Club            | Año   | J. League | J. League | Copa J. League | Copa J. League | Total | Total |
| Club            | Año   | Part.     | Goles     | Part.          | Goles          | Part. | Goles |
| --------------- | ----- | --------- | --------- | -------------- | -------------- | ----- | ----- |
| FC Gifu         | 2014  | 27        | 1         | -              | -              | 27    | 1     |
| FC Gifu         | 2015  | 1         | 0         | -              | -              | 1     | 0     |
| Blaublitz Akita | 2016  | 16        | 1         | -              | -              | 16    | 1     |
| Blaublitz Akita | 2017  | 2         | 0         | -              | -              | 2     | 0     |
| Total           | Total | 46        | 2         | 0              | 0              | 46    | 2     |